# 非洲頭版
《非洲頭版》是由文字工作者羅德尼·希2005年成立的賴比瑞亞日報，截至2012年，其發行量達1,500份。《非洲頭版》的調查報導獲得國際肯定，美國基督科學箴言報讚其調查動作「領先全國」。該報以調查少女賣淫、政府腐敗、警務人員涉及強暴等事件為主；2012年，該報記者美·阿贊戈完成一則女性割禮的相關報導，引起全國軒然大波，導致官方宣布暫停該傳統儀式。同年，該報出版了一份報告，內容指控賴比瑞亞最高法院成員私自挪用國際援助資金。

## 早期歷史
2005年，賴比瑞亞記者羅德尼·希創立了《非洲頭版》，在此之前，羅德尼已在幾個美國報紙工作多年，經驗豐富。《非洲頭版》一開始只有發行網路版，後來發行實體報後，在2008年擴大發行至1,500份，並有多個版面。
2010年，《非洲頭版》、羅德尼和該報記者山沃·法拉赫（Samwar Fallah）被賴比瑞亞前農業部長克里斯多福·托爾（Christopher Toe）控告誹謗，並求償200萬元，原因是《非洲頭版》曾報導他挪用高達數百萬元的公共資金。對此世界報業協會曾表示，該報對該案件的是非曲直沒有意見，只是單純的陳述，該前農業部長所提出的求償是懲罰性的要求。

## 2012年女性割禮的報導
該報頭版在2012年的國際婦女節刊出一則記者美·阿贊戈所寫的報導，內文描述一名婦女如何在另5名女子參與的儀式中被割去陰蒂；此文所描述的細節對執行該儀式的神秘組織「薩德社會」來說屬於祕密，因此在文章發布後，阿贊戈不斷收到死亡威脅；該報社編輯韋德·威廉斯（Wade Williams）趕緊要求阿贊戈找尋避難所。
阿贊戈所受到的威脅包括，將抓住她並進行同樣的儀式；但當地警方並未採取積極行動，於是阿贊戈將9歲的女兒託給親戚照顧，自己則尋找避難處躲藏。
總部設於美國的新聞非政府組織保護記者委員會，呼籲賴比瑞亞總統埃倫·約翰遜·瑟利夫協助阿贊戈並予以保護；國際特赦組織和無國界記者組織也發表聲明支持；哥倫比亞大學新聞學院和國際新聞工作者聯合會也同聲支持；賴比瑞亞廣播電台主持人提提·蓋布瑞爾（Tetee Gebro）也在節目中播放阿贊戈的報導。
在國內外的輿論壓力下，賴比瑞亞總統埃倫·約翰遜·瑟利夫宣布該國暫停此一傳統儀式，此為第一次有賴比瑞亞的政治人物批評女性割禮。